# Albaach (Weilerbaach)
Albaach är ett vattendrag i Luxemburg. Det flyter genom den nordvästra delen av landet och mynningen är belägen 49 kilometer nordväst om staden Luxemburg. Albaach är cirka 2,7 kilometer lång och höjdskillnaden mellan källan och mynningen är 70 meter. Vattendraget mynnar ut i Weilerbaach.